# Jiao (Jiamusi)
Jiao (en chino, 郊; pinyin, Jiāo; literalmente, ‘suburbios’) es un distrito urbano bajo la administración directa de la Prefectura Jiamusi en la Provincia de Heilongjiang, República Popular China.  Su área es de 1703 km² y su población total para 2010 superó los 280 mil habitantes. 

## Administración
Desde julio de 2023, el  Distrito Jiao  se divide en 15 pueblos que se administran en 4 subdistritos, 7   poblados y 4 villas.